# Naturkundemuseum Ostbayern

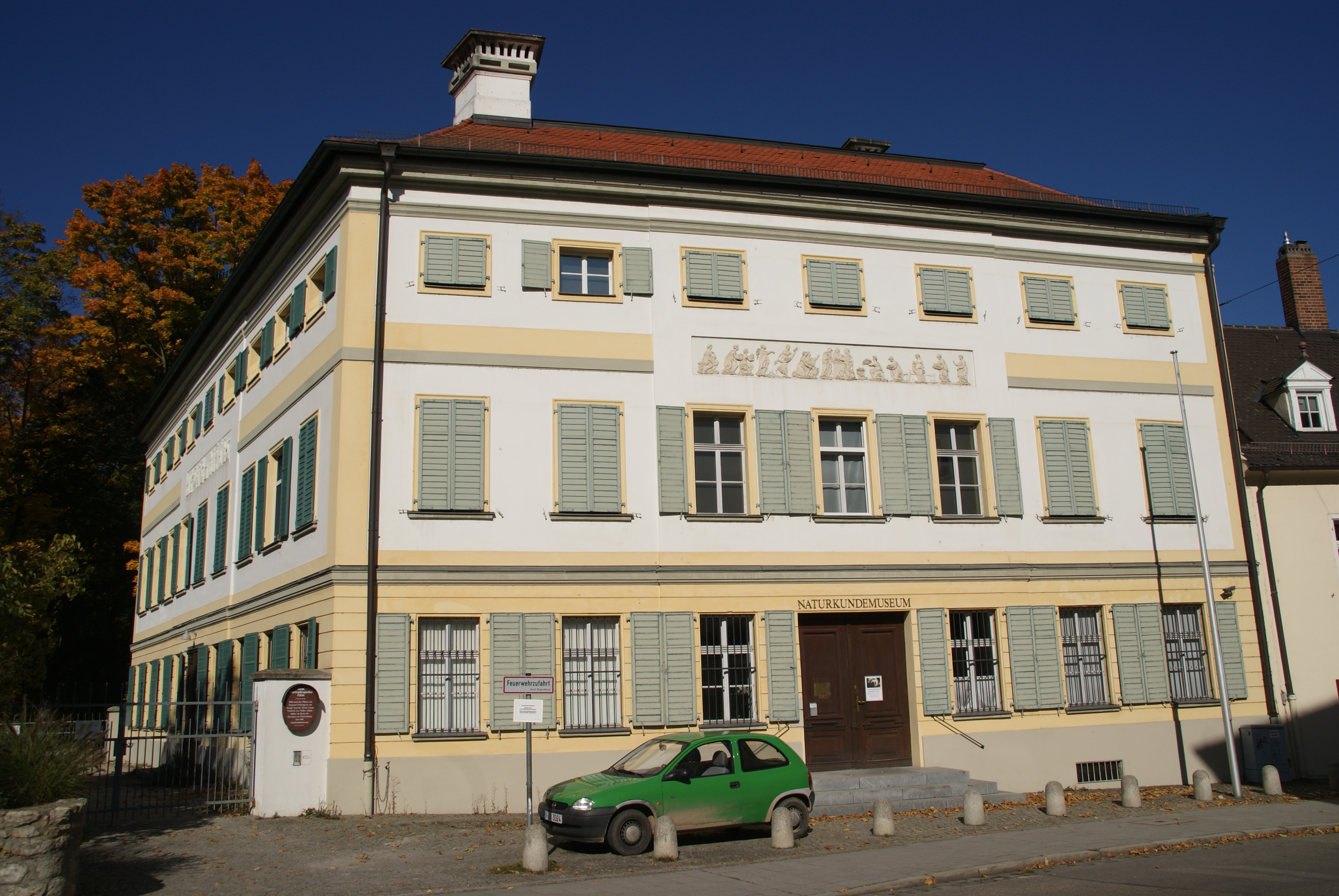
Naturkundemuseum Ostbayern in Regensburg

Das Naturkundemuseum Ostbayern in Regensburg ist seit 1961 im klassizistischen Württembergischen Palais  (auch Herzogspalais genannt) am Herzogspark im äußersten Nordwesten der Altstadt von Regensburg  untergebracht. Das Palais wurde 1804 vom Fürstlich Thurn und Taxischen Hofrat Georg Friedrich Ritter von Müller nach Plänen von Emanuel Herigoyen durch den Fürstlich Thurn und Taxischen Baudirektor Joseph Sorg errichtet.

## Die Sammlung des Museums
Die Sammlung des Museums hat ihre Wurzeln im späten 18. Jahrhundert. Sie war nach 1910 für längere Zeit in einem Gebäude der Regensburger Kreisausstellung im Stadtpark untergebracht, wo sie 1943 durch Bombentreffer fast vollständig vernichtet wurde. Der Neuaufbau der Sammlung erfolgte ab 1947 in der Aussegnungshalle des ehemaligen Lazarusfriedhofs ebenfalls im Stadtpark, wo 1950 das Museum eröffnet und betrieben wurde bis zum Umzug 1961 in das Württembergische Palais. Die Sammlung setzt einen Schwerpunkt auf die erdgeschichtliche Entstehung Ostbayerns. Unter anderem ist ein Naturalienkabinett mit einer Holzbibliothek von 1790 zu sehen. Angegliedert ist ein Umweltzentrum. Neben zahlreichen Tierpräparaten gibt es auch ein paar Lebendexemplare (Kleintiere, Bienen). Im angrenzenden Herzogspark befindet sich ein Tümpel und ein geologischer Lehrpfad.
Das Museum zählt im Mittel etwa 15 000 Besucher im Jahr. Es finden regelmäßig Sonderausstellungen, Lesungen und Konzerte statt.